# Il Sirente
 (juillet 2013).
Il Sirente est une maison d'édition italienne spécialisée dans les domaines de la politique, du droit international relatif aux droits de l'homme, ainsi que dans la fiction surréaliste et fantastique. 
Fondée par Enrico Monier en 1998 à Fagnano Alto, dans la province de L'Aquila, elle tire son nom du Mont Sirente, une montagne du massif des Apennins située à proximité. 

## Catalogue
La maison Il Sirente comporte un catalogue de 70 livres, parmi lesquels on trouve les auteurs :
- Antonio Marchesi
- Danilo Zolo
- Flavia Lattanzi
- François Barcelo
- Gaëtan Brulotte
- Giovanni Conso
- Hubert Aquin
- Khaled Al Khamissi
- Magdy El Shafee
- Nawal El Saadawi
- Norman Nawrocki
- Piero Fassino
- Pierre Clémenti
- Steve LeVine
- Umberto Leanza